# چیترپری
چیترپری (به انگلیسی: Chitterpari) یک شهر در پاکستان است که در ناحیه میرپور واقع شده‌است. چیترپری ۶ کیلومتر مربع مساحت و ۳۰٬۰۰۰ نفر جمعیت دارد.